# Maria Karolina von Österreich (1740–1741)

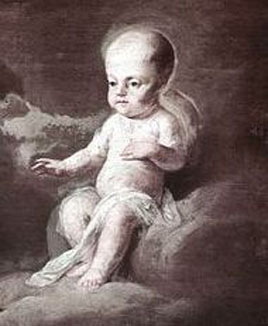
Erzherzogin Maria Karolina

Maria Karolina von Habsburg (* 12. Jänner 1740 in Wien; † 25. Jänner 1741 ebenda) war das dritte Kind von Maria Theresia und Franz Stephan von Lothringen.

## Herkunft

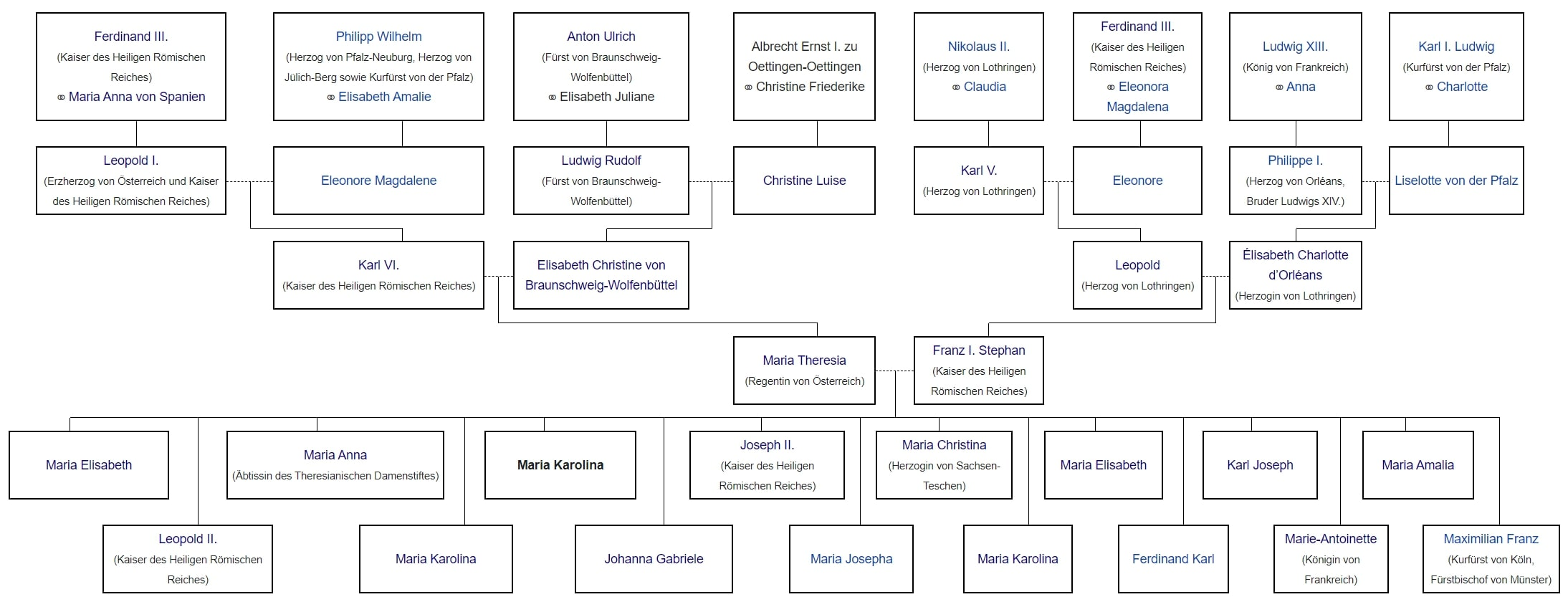
Stammbaum von Maria Karolina

Bei der dritten Schwangerschaft von Maria Theresia waren die Erwartungen auf einen Erzherzog sehr groß. Entsprechend groß war die Enttäuschung, als am 12. Januar 1740 das dritte Mädchen geboren wurde. Es wurde noch am Abend desselben Tages getauft und erhielt auf ausdrücklichen Wunsch Maria Theresias die Namen Maria Karolina Ernestina Antonia Johanna Josepha. Da die Erstgeborene Maria Elisabeth (1737–1740) bereits früh verstarb, war Maria Karolina als Drittgeborene bis zu ihrem frühen Tod an zweiter Stelle in der Erbfolge. Der Name Maria Karolina wurde noch zwei weiteren Kindern Maria Theresias gegeben. So erhielt das zehnte Kind (die siebente Tochter) der Regentin den Namen Maria Karolina (geboren am 17. September 1748, kurz nach der Geburt verstorben). Auch das dreizehnte Kind, geboren am 13. August 1752, erhielt den Namen Maria Karolina. Diese wurde später Königin von Neapel und Sizilien und starb 1814.

## Früher Tod
Am 24. Jänner 1741 erkrankte Maria Karolina plötzlich schwer, sie wurde von heftigen Krampfanfällen geschüttelt und starb gegen Mittag des nächsten Tages. Als Todesursache wurden die Fraisen angenommen, heute bekannt als Tetanie oder Spasmophilie. An dem Leichnam wurde eine Obduktion vorgenommen, die jedoch keine Erklärung für den Tod lieferte. Sie wurde in der Kapuzinergruft, genauer in der Maria-Theresien Gruft, in Wien beigesetzt. Der Sarg von Maria Karoline befindet sich in einer Nische. Links daneben ist der Sarg von Maria Theresia, der Tochter von Joseph II und Isabella von Parma, deren Sarg noch eine Position weiter links steht. Das Herz und die Eingeweide Maria Karolinas, die man bei der Leichenkonservierung entnommen hatte, befinden sich in der Herzogsgruft.

## Vorfahren
| Ahnentafel Maria Karolina (1741) von Österreich | Ahnentafel Maria Karolina (1741) von Österreich                                                            | Ahnentafel Maria Karolina (1741) von Österreich                                                            | Ahnentafel Maria Karolina (1741) von Österreich                                                            | Ahnentafel Maria Karolina (1741) von Österreich                                                            | Ahnentafel Maria Karolina (1741) von Österreich                                                  | Ahnentafel Maria Karolina (1741) von Österreich                                                  | Ahnentafel Maria Karolina (1741) von Österreich                                                                        | Ahnentafel Maria Karolina (1741) von Österreich                                                                 |
| ----------------------------------------------- | --- | --- | --- | --- | ------------------------------------------------------------------------------------------------ | ------------------------------------------------------------------------------------------------ | --- | --- |
| Ururgroßeltern                                  | Nikolaus Franz von Vaudémont (1609–1670) ⚭ 1634 Claudia von Lothringen (1612–1648)                         | Kaiser Ferdinand III. (1608–1657) ⚭ 1651 Eleonora von Mantua (1630–1686)                                   | König Ludwig XIII. (1601–1643) ⚭ 1615 Anna von Österreich (1601–1666)                                      | Kurfürst Karl I. Ludwig (1617–1680) ⚭ 1650 Charlotte von Hessen-Kassel (1627–1686)                         | Kaiser Ferdinand III. (1608–1657) ⚭ 1631 Maria Anna von Spanien (1606–1646)                      | Kurfürst Philipp Wilhelm (1615–1690) ⚭ 1653 Elisabeth Amalia von Hessen-Darmstadt (1635–1709)    | Fürst Anton Ulrich von Braunschweig-Wolfenbüttel (1633–1714) ⚭ 1656 Elisabeth Juliane von Holstein-Norburg (1634–1704) | Albrecht Ernst I. zu Oettingen (1642–1683) ⚭ Christine Friederike von Württemberg (1644–1674)                   |
| Urgroßeltern                                    | Herzog Karl V. Leopold (1643–1690) ⚭ 1678 Eleonore von Österreich (1653–1697)                              | Herzog Karl V. Leopold (1643–1690) ⚭ 1678 Eleonore von Österreich (1653–1697)                              | Philipp I. von Bourbon (1640–1701) ⚭ 1671 Elisabeth von der Pfalz (1652–1722)                              | Philipp I. von Bourbon (1640–1701) ⚭ 1671 Elisabeth von der Pfalz (1652–1722)                              | Kaiser Leopold I. (1640–1705) ⚭ 1676 Eleonore Magdalene von der Pfalz (1655–1720)                | Kaiser Leopold I. (1640–1705) ⚭ 1676 Eleonore Magdalene von der Pfalz (1655–1720)                | Herzog Ludwig Rudolf von Braunschweig-Wolfenbüttel (1671–1735) ⚭ 1690 Christine Luise von Oettingen (1671–1747)        | Herzog Ludwig Rudolf von Braunschweig-Wolfenbüttel (1671–1735) ⚭ 1690 Christine Luise von Oettingen (1671–1747) |
| Großeltern                                      | Herzog Leopold Joseph von Lothringen (1679–1729) ⚭ 1698 Élisabeth Charlotte de Bourbon-Orléans (1676–1744) | Herzog Leopold Joseph von Lothringen (1679–1729) ⚭ 1698 Élisabeth Charlotte de Bourbon-Orléans (1676–1744) | Herzog Leopold Joseph von Lothringen (1679–1729) ⚭ 1698 Élisabeth Charlotte de Bourbon-Orléans (1676–1744) | Herzog Leopold Joseph von Lothringen (1679–1729) ⚭ 1698 Élisabeth Charlotte de Bourbon-Orléans (1676–1744) | Kaiser Karl VI. (1685–1740) ⚭ 1708 Elisabeth Christine von Braunschweig-Wolfenbüttel (1691–1750) | Kaiser Karl VI. (1685–1740) ⚭ 1708 Elisabeth Christine von Braunschweig-Wolfenbüttel (1691–1750) | Kaiser Karl VI. (1685–1740) ⚭ 1708 Elisabeth Christine von Braunschweig-Wolfenbüttel (1691–1750)                       | Kaiser Karl VI. (1685–1740) ⚭ 1708 Elisabeth Christine von Braunschweig-Wolfenbüttel (1691–1750)                |
| Eltern                                          | Kaiser Franz I. Stephan (1708–1765) ⚭ 1736 Maria Theresia (1717–1780)                                      | Kaiser Franz I. Stephan (1708–1765) ⚭ 1736 Maria Theresia (1717–1780)                                      | Kaiser Franz I. Stephan (1708–1765) ⚭ 1736 Maria Theresia (1717–1780)                                      | Kaiser Franz I. Stephan (1708–1765) ⚭ 1736 Maria Theresia (1717–1780)                                      | Kaiser Franz I. Stephan (1708–1765) ⚭ 1736 Maria Theresia (1717–1780)                            | Kaiser Franz I. Stephan (1708–1765) ⚭ 1736 Maria Theresia (1717–1780)                            | Kaiser Franz I. Stephan (1708–1765) ⚭ 1736 Maria Theresia (1717–1780)                                                  | Kaiser Franz I. Stephan (1708–1765) ⚭ 1736 Maria Theresia (1717–1780)                                           |
| Maria Karolina (1741) von Österreich.           | | | | |                                                                                                  |                                                                                                  | | |